# Josette (1938)
Josette is een Amerikaanse filmkomedie uit 1938 onder regie van Allan Dwan. In Nederland werd de film destijds uitgebracht onder de titel Het meisje met de zeven bontmantels.

## Verhaal
Twee broers willen verhinderen dat hun rijke vader trouwt met de fortuinzoekster Josette. Ze verwarren haar met een nachtclubzangeres en ze worden verliefd op haar. Hun vader is intussen Josette achterna gereisd naar New York.

## Rolverdeling
| Acteur              | Personage          |
| ------------------- | ------------------ |
| Don Ameche          | David Brassard jr. |
| Simone Simon        | Renee LeBlanc      |
| Robert Young        | Pierre Brassard    |
| Joan Davis          | May Morris         |
| Bert Lahr           | Barney Barnaby     |
| Paul Hurst          | A. Adolphus Heyman |
| William Collier sr. | David Brassard sr. |
| Tala Birell         | Josette            |
| Lynn Bari           | Elaine Dupree      |
| William Demarest    | Joe                |
| Ruth Gillette       | Belle              |
| Armand Kaliz        | Thomas             |
| Maurice Cass        | Ed                 |
| George Reed         | Butler             |
| Paul McVey          | Hotelhouder        |